# Tété
Tété, ur. jako Niang Mahmoud Tété (ur. 25 czerwca 1975 w Dakar, Senegal) – muzyk tworzący w języku francuskim, pochodzący z Senegalu.

## Dyskografia
- L' Air de Rien (2001)
- A La Faveur de l'Automne (2004)
- Le Sacre des Lemmings (2006)